# Rione Santa Lucia
Il rione Santa Lucia è un quartiere storico di Marino, cittadina in provincia di Roma, nei Castelli Romani.

## Storia
Il rione Santa Lucia è l'espansione basso-medioevale dell'abitato, che si aggiunse all'originario borgo del rione Castelletto. Il tessuto urbano, a differenza di quello del rione Castelletto che mantiene una certa ortogonalità, è caotico, composto di vicoli tipicamente medioevali. Il Tomassetti, nella sua opera La Campagna Romana antica, medioevale e moderna, parla di questo quartiere come di uno dei migliori esempi di tessuto urbano medioevale del Lazio, assieme al quartiere San Pellegrino di Viterbo.
Il centro del quartiere è la piazza rettangolare intitolata a Luigi Carlo Farini. 
Il quartiere è tagliato da due arterie principali, via Cavour e via Santa Lucia. Via Cavour, anticamente denominata  'a Rua, è una strada rettificata nel XVII secolo, che una volta correva lungo la cerchia muraria; via Santa Lucia rappresenta invece uno degli esempi più interessanti di bidente del Lazio, poiché ad un tratto si biforca in due strade che si ricongiungono all'altezza di Palazzo Colonna.
Il rione Santa Lucia confina a sud con piazza Giacomo Matteotti e con il quartiere Acquasanta, a oriente con Corso Trieste, a nord con Palazzo Colonna e il rione Castelletto, e a occidente da via Posta Vecchia e dal rione Coste. Fino al 2005, il Comitato di Quartiere Santa Lucia era aggregato a quello del Rione Coste.

## Monumenti e luoghi d'interesse

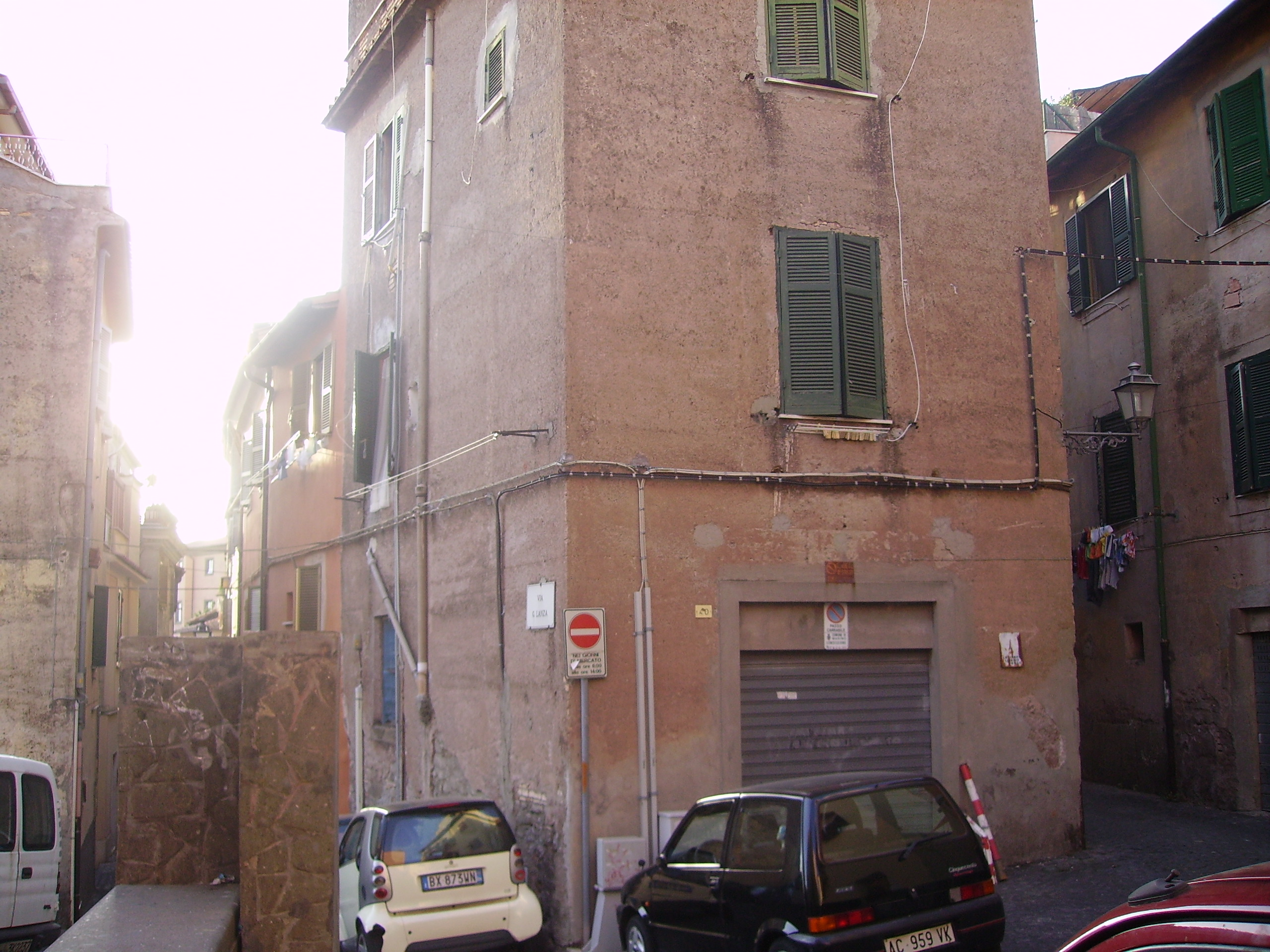
Via di Santa Lucia.

### Architetture religiose

#### Edicole sacre
- Edicola di Santa Lucia da Siracusa. Si trova lungo l'omonima via, presso l'antico edificio dell'ex-chiesa dedicata alla santa. È stata restaurata nel 2006.
- Edicola della Madonna Addolorata. Piccola edicola posta sull'angolo di un edificio all'incrocio tra via Cavour e via Fratelli Rosselli. Restaurata nel 2005.[1]
- Edicola della Madonna del Sacro Cuore. Tondo ovale che si trova sull'edificio di via Cavour 70.[1]